# Coelogyne borneensis
Coelogyne borneensis är en orkidéart som beskrevs av Robert Allen Rolfe.
Coelogyne borneensis ingår i släktet Coelogyne och familjen orkidéer. Inga underarter finns listade i Catalogue of Life.